# بارنيفيلد
بارنيفيلد Barneveld  هي بلدية ومدينة بمقاطعة خيلدرلند بهولندا.

## طوبوغرافيا
خريطة طوبوغرافية هولندية لبلدية بارنيفيلد، مارس 2014، (تقرأ بعد ثلاث نقرات على الخريطة).

## أعلام
- ياكوبس كابتين
- يوحنا يانسن
- كريس فان فيين